# Ards-schiereiland

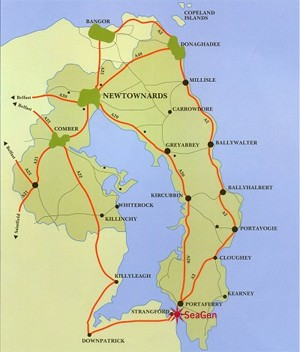

Het Ards-schiereiland  is een schiereiland in het County of Down in Noord-Ierland dat Strangford Lough scheidt van het North Channel en de Ierse Zee aan de noordoostkust van Ierland. Op het schiereiland liggen verschillende plaatsen en dorpen, waaronder Donaghadee, Newtownards en Portaferry. Het schiereiland heeft een mild microklimaat, met droge en vruchtbare gronden die geschikt zijn voor intensieve landbouw. Op het schiereiland Ards is, nabij Portavogie, het meest oostelijke punt van het hele Ierse eiland te vinden.